# Großenehrich
Großenehrich è una frazione della città tedesca di Greußen.

## Storia
Il 31 dicembre 2019 la città di Großenehrich venne aggregata alla città di Greußen.